# Lotta Things
Lotta Things è un singolo del cantautore italiano Raphael Gualazzi, pubblicato il 30 ottobre 2016 come secondo estratto dal quarto album in studio Love Life Peace.

## Descrizione
Il testo del brano è cantato completamente in inglese.

## Video musicale
Il videoclip, pubblicato l'11 novembre 2016 sul canale Vevo-YouTube del cantante, mostra Gualazzi esibirsi suonando un pianoforte, con la partecipazione di Arturo Brachetti.